# Euctenochasmatia
De Euctenochasmatia zijn een groep uitgestorven pterosauriërs behorend tot de Lophocratia.
De Britse paleontoloog David Unwin bemerkte in zijn kladistische analyses dat Pterodactylus, de Lonchodectidae en de Ctenochasmatidae samen een klade, een monofyletische afstammingsgroep vormden. In 2003 benoemde hij deze groep als de Euctenochasmatia ('ware ctenochasmatiërs'). Unwin definieerde de klade als: de groep bestaande uit de laatste gemeenschappelijke voorouder van Pterodactylus kochi en Pterodaustro guinazui; en al zijn afstammelingen.
Unwin gaf de volgende twee synapomorfieën, gedeelde nieuwe eigenschappen, van de groep: de doornuitsteeksels van de middelste halswervels zijn laag; de middelste halswervels zijn sterk verlengd tot meer dan viermaal het wervelcentrum.
In 2024 concludeerde Unwin dat P. kochi een apart geslacht Diopecephalus vormde dat helemaal niet nauw aan de Ctenochasmatidae verwant was. Hij verliet zijn definitie en nam die van Brian Andres uit 2014 over: de groep bestaande uit de laatste gemeenschappelijke voorouder van Pterodactylus antiquus en Pterodaustro guinazui; en al zijn afstammelingen.
De Euctenochasmia zijn de zustergroep van Cycnorhamphus en moeten zich uiterlijk in het Laat-Jura hebben afgesplitst.